# Guojiahe
Guojiahe (kinesiska: 郭家河, 郭家河乡) är en socken i Kina. Den ligger i provinsen Henan, i den centrala delen av landet, omkring 370 kilometer söder om provinshuvudstaden Zhengzhou. Antalet invånare är 6 970. Befolkningen består av 3 481 kvinnor och 3 489 män. Barn under 15 år utgör 25,0 %, vuxna 15-64 år 63 %, och äldre över 65 år 11,0 %.
Genomsnittlig årsnederbörd är 1 378 millimeter. Den regnigaste månaden är juli, med i genomsnitt 253 mm nederbörd, och den torraste är december, med 18 mm nederbörd.